# Magazyn Prowiantowy Twierdzy Toruń
Magazyn Prowiantowy Twierdzy Toruń (błędnie nazywany Nowym Arsenałem) – dawny wojskowy magazyn żywności prowiantury Twierdzy Toruń położony przy ul. Dominikańskiej 9. Został zbudowany w 1825 roku na miejscu zburzonego w 1820 roku klasztoru dominikanów przy kościele św. Mikołaja. W XX wieku, do połowy lat mieścił się tutaj Polmozbyt. 22 października 1979 roku obiekt wpisano do rejestru zabytków. W 1983 roku planowano przeprowadzić remont budynku w celu przystosowania go na Archiwum Państwowe. W 1999 roku przeprowadzono modernizację budynku. Wyremontowany budynek otrzymał tytuł Obiekt Roku w kategorii rewaloryzacja i adaptacja budynków zabytkowych. Obecnie w budynku mieści się centrum biurowo-usługowe.